# Journal of the London Mathematical Society
Journal of the London Mathematical Society ist eine in englischer Sprache erscheinende mathematische Fachzeitschrift, die von der London Mathematical Society herausgegeben wird. 
Sie wurde 1926 gegründet, seit 1960 erscheint die II. Series.
Sie veröffentlicht Forschungsarbeiten von mindestens 18 Seiten Länge. Gemeinsam mit dem Bulletin of the London Mathematical Society hat sie dasselbe Herausgebergremium.